# رغل رمادي
الرغل الرمادي (الاسم العلمي: Atriplex glauca) هو نوع نباتي يتبع جنس الرغل من الفصيلة القطيفية.